# Конструкторское бюро машиностроения (Коломна)

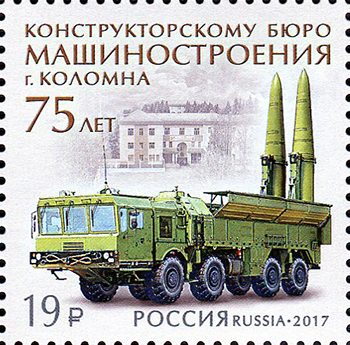
Почтовая марка России, 2017 год

Ордена Ленина и ордена Трудового Красного Знамени АО «Научно-производственная корпорация „КБ машиностроения“» (КБМ) в Коломне — один из ведущих российских конструкторских и научно-производственных центров в области военной техники. Предприятие Специальное конструкторское бюро гладкоствольной артиллерии «СКБ НКВ» основано в 1942 году Постановлением Государственного Комитета Обороны № ГОКО-1576сс от 11 апреля 1942 года для разработки миномётов. Начальником СКБ НКВ назначен Шавырин, Борис Иванович, который руководил предприятием до 9 октября 1965 г. После короткого руководства предприятием Улыбиным Василием Ивановичем 20 октября 1965 г. предприятие возглавил Сергей Павлович Непобедимый. С 1989 г. предприятием руководил избранный коллективом предприятия Николай Иванович Гущин (председатель совета трудового коллектива Болдырев Геннадий Петрович) . В апреле 2003 г. начальником-главным конструктором ФГУП «КБМ» стал Гришин Валерий Васильевич. С декабря 2005 г. предприятием руководил Валерий Михайлович Кашин. 16 апреля 2015 г. управляющим директором ОАО «НПК „КБМ“» назначен Питиков Сергей Викторович. 01 февраля 2022 г. генеральным директором АО "НПК «КБМ» назначен Питиков Сергей Викторович.
Федеральное государственное унитарное предприятие «Конструкторское Бюро Машиностроения» в 2012 году преобразовано в открытое акционерное общество "Научно-производственная корпорация «Конструкторское бюро машиностроения» (сокращённое фирменное название — ОАО НПК «КБМ»). ОАО НПК «КБМ» зарегистрировано Межрайонной инспекцией Федеральной налоговой службы № 7 по Московской области 2 июля 2012 года. 18 декабря 2012 год Наблюдательный совет государственной корпорации «Ростехнологии» одобрил решение о передаче холдингу НПО «Высокоточные комплексы» активы «Конструкторского бюро машиностроения». Действующий состав совета директоров утверждён приказом корпорации «Ростех» от 28 декабря 2012 года. В состав совета директоров НПК «КБМ» вошли советник генерального директора корпорации Ростех Олег Говорун, начальник Департамента промышленных активов корпорации «Ростех» Игорь Рой, начальник Правового департамента Ростеха Владимир Кудашкин, заместитель начальника Департамента — начальник службы Департамента инноваций и стратегического развития Ростеха Василий Пономарёв, генеральный директор НПО «Высокоточные комплексы» Александр Денисов, Первый заместитель генерального директора ОАО «НПО „Высокоточные комплексы“» — управляющий директор ОАО «НПК „КБМ“» Валерий Кашин, первый заместитель генерального директора НПО «Высокоточные комплексы» Ярослав Карпов. Председателем совета директоров коломенского ОАО «НПК „Конструкторское бюро машиностроения“» 28 января 2013 года был избран Олег Маркович Говорун. Качество продукции ОАО «НПК „КБМ“» контролирует 1162 ВП МО РФ (Начальник 1162 ВП МО РФ — Дмитрий Петрович Юсов).
Штатная численность работников Общества — 3093 человека. Размер уставного капитала Общества на 03 сентября 2013 г.: 6 452 418 000 руб.
Адрес страницы в сети Интернет, используемой Обществом для раскрытия официальной информации ОРОИ
Выручка предприятия (2012 г.), по предварительным данным, составила 12,69 млрд руб.
В июле 2015 г. предприятие преобразовано в акционерное общество «Научно-производственная корпорация „Конструкторское бюро машиностроения“» (АО «НПК „КБМ“»).
Из-за вторжения России на Украину предприятие внесено в санкционный список всех стран Евросоюза, США, Канады и ряда других стран.

## Специализация
- переносные зенитные ракетные комплексы
- противотанковые ракетные комплексы
- оперативно-тактические ракетные комплексы
- комплексы активной защиты

## История
Продукция предприятия:

### 40-e годы XX века
- 1942 год: Упрощённый 120 мм полковой миномёт 52-М.
- 1942 год: 20 мм противотанковый миномёт ПТМ-24 с кумулятивной миной (не завершён).
- 1942 год: 82 мм лёгкое противотанковое орудие СКБ-34 с кумулятивной миной (не завершён).
- 1943 год: Миномёты калибра 160 мм М-160 (не завершён) .
- 1943 год: 50-мм танковый миномёт СКБ-25 (не завершён) .
- 1943 год: 55-мм авиационный зенитный миномёт СКБ-22 для Пе-2 (не завершён) .
- 1943 год: 50-мм бесшумный миномёт СКБ-36 с миной 82 мм (не завершён).
- 1943 год: 37-мм траншейный миномёт с миной 82 мм (не завершён).
- 1943 год: 82 мм и 120 мм миномётные корабельные установки (не завершены).
- 1944 год: Миномёт калибра 240 мм (не завершён).
- 1944 год: Миномётный ход В-20 для 120 мм полкового миномёта.
- 1948 год: Предохранители П82, П107, П120 образца 1947 г. от «двойного заряжания миномётов».
- 1948 год: 433-мм бесшточный бомбомёт БМБ-1.
- 1949 год 2 февраля: Многоствольная бомбомётная установка МБУ-200.
- 1949 год 18 июня: Дивизионный миномёт М-160 калибра 160-мм.

### 50-e годы XX века
- 1950 год: Миномёт М-240 калибра 240 мм.
- 1951 год: 12 декабря 433-мм бесшточный бомбомёт БМБ-2.
- 1952 год: Бесшумно-беспламенный миномёт ББМ с миной 82 мм.
- 1953 год: Горно-вьючный миномёт М-107 калибра 107 мм.
- 1954 год: 82-мм безоткатное орудия Б-10.
- 1954 год: 107-мм безоткатное орудия Б-11.
- 1954 год: 11 октября Многоствольная бомбомётная установка МБУ-600.
- 1955 год: Усовершенствованный миномёт М-120 калибра 120 мм.
- 1957 год: 420 мм самоходная миномётная установка 2Б1 «Ока».
- 1957 год: 8 мая начало разработки переносного противотанкового комплекса «Шмель».
- 1958 год: НИЭР по ПТУРС «Скорпион» с одноканальной схемой управления.

### 60-e годы XX века
- 1960 год 1 августа: ПТУР 3М6 «Шмель» на лафете 2П26 комплекса 2К15 на базе ГАЗ-69.
- 1960 год 1 августа: ПТУР 3М6 «Шмель» на лафете 2П27 комплекса 2К16 на базе БРДМ-1.
- 1960 год: Начало работ по ПЗРК «Стрела-2».
- 1961 год: Прекращение разработки ПТУРС «Скорпион», начало работ по ПТРК «Малютка».
- 1962 год 30 декабря: начало работ по созданию ПТРК Малютка-П с полуавтоматической системой управления.
- 1963 год 30 марта: начало разработки КУВ «Рубин» для ракетного танка «объект 775».
- 1963 год 16 сентября: ПТРК «Малютка» носимый и самоходный на БМ 9П110 9К11.
- 1963 год: Размещение ПТРК «Малютка» на танках Т-54Б, Т-55, Т-62, Т-10М, ПТ-76.
- 1963 год: Прекращение работ по размещению ПТРК «Малютка» на вертолёте Ми-1У.
- 1963 год: Начало разработки противоспутникового снаряда «Шарик» для космического комплекса «Союз».
- 1965 год: Прекращение работ по МБР «Гном» после смерти Б. И. Шавырина 9 октября 1965 г.
- 1966 год: Размещение ПТРК «Малютка» на БМП-1.
- 1968 год: ПТРК «Малютка-M» самоходный на БМ 9П122 комплекса 9К11М на базовой машине ГАЗ-41-02.
- 1968 год: ПЗРК Стрела-2 9К32 ЗУР 9М32.
- 1968 год 4 марта: начало разработки ТРК 9К79 «Точка» в КБМ.
- 1968 год 6 мая: начало разработки ПТРК «Штурм» для вертолета Ми-24В и боевой машины 9П149.
- 1968 год: Начало разработки ПЗРК «Стрела-2М» и «Стрела-3».
- 1969 год: Размещение ПТРК «Малютка» на БМД-1.
- 1969 год: ПТРК «Малютка-П» (комплекс — 9К14П) самоходный на БМ 9П133 на шасси БРДМ-2.

### 70-e годы XX века
- 1970 год: ПЗРК Стрела-2М 9К32М ЗУР 9М32М.
- 1971 год: Начало работ по ПЗРК «Игла-1», «Игла».
- 1971 год: Прекращение ОКР по КУВ «Гюрза» для танка Т-64А.
- 1971 год: Размещение ПТРК «Малютка» на БМД-1К.
- 1973 год 19 марта: начало работ по ОТРК «Ока».
- 1973 год: ПЗРК Стрела-3 9К34 (ЗУР 9М36).
- 1974 год: Размещение ПТРК «Малютка» на вертолёт Ми-8ТБК
- 1975 год: ОТРК «Точка» 9К79.
- 1976 год 29 марта: КУВ «Штурм-В» с ПТУР 9М114 для вертолёта Ми-24В (Ми-35).
- 1977 год: Разработка КАЗ «Шатёр».
- 1978 год 14 августа: БМ 9П149 с ПТУР 9М114 «Штурм» на шасси МТ-ЛБ.

### 80-e годы XX века
- 1980 год: КУВ 9К113 «Штурм-В» с ПТУР 9М114 на вертолёте Ка-29.
- 1980 год: ОТРК «Ока».
- 1981 год: 11 марта ПЗРК «Игла-1» 9К310 ЗУР 9М313.
- 1981 год: УР 9М114Ф с фугасной БЧ.
- 1981 год: НИР по разработке ПТУР с волоконно-оптической линией связи (Природа № 6 2016 г. стр 37).
- 1982 год апрель: Прекращение работ по КАЗ «Шатер-1». Начало работ по КАЗ «Арена».
- 1983 год: ТРК «Точка-Р».
- 1983 год: ПЗРК «Игла» 9К38 (ЗУР 9М39).
- 1984 год: Начало работ по КАЗ ШПУ МБР «Мозырь».
- 1988 год: Начало работ по комплексу «Искандер» 9К720.
- 1989 год: КУВ 9К113 «Штурм-В» с ПТУР 9М114 на вертолёт Ми-24ВП.
- 1989 год: Разработка ОТРК «Точка-У» 9К79-1.
- 1989 год: Уничтожение ОТРК «Ока».

### 90-e годы XX века
- 1991 год: Прекращение работ по КАЗ «Мозырь».
- 1993 год: Разработка геофизической ракеты-носителя «Сфера» на базе ракеты «Ока».
- 1993 год 28 февраля: Начало опытно-конструкторских работ по созданию ОТРК «Искандер-М» (https://vpk-news.ru/articles/64762).
- 1994 год: Опорно-пусковая установка «Джигит» с ЗУР «Игла».
- 1995 год: Разработка экспортного варианта ПТРК «Малютка-2».
- 1991 по 2004 год: Техническое содействие Польше по разработке и освоению серийного производства ПЗРК «Гром-Е2».
- 1996 год: 31 мая ПТУР 9М120 «Атака».
- 1996 год: КУВ «Атака-ВН» с ПТУР 9М120 для вертолёта Ми-28.
- 1997 год: КУВ «Атака-ВН» с ПТУР 9М120 для вертолёта Ми-8АМТШ.
- 1997 год: Разработка 220-МПУ с ПТУР 9М120.
- 1998 год: КАМ «Стрелец» 9С846 для ЗУР «Игла».
- 1998 год: Разработка экспортного варианта самоходного противотанкового комплекса 9К123-1 «Хризантема-С» (БМ 9П157-2, ПТУР 9М123, 9М123Ф).
- 1999 год: Демонстрация СПУ ракетного комплекса «Искандер-Э» на авиасалоне МАКС.

### 00-e годы XXI века
- 2001 год: 29 июля подъём флага на головном патрульном катере «Мираж» проекта 14310 c 220-МПУ.
- 2002 год: ПЗРК «Игла-С».
- 2002 год: Завершение разработки всепогодного противотанкового ракетного комплекса 9К123 «Хризантема-С» (БМ 9П157, ПТУР 9М123, 9М123Ф).
- 2002 год: На Russian Expo Arms 2002 был продемонстрирован Т-72М1М с КАЗ «Арена».
- 2003 год: Разработка совместно с МНИИРЭ «Альтаир» ТПУ 3М-47 «Гибка» с КАМ «Стрелец».
- 2003 год: Разработка экспортного варианта КУВ «Атака-Т» (ПТУР 9М120-1, УР 9М120-1Ф) для БМПТ.
- 2003 год: Передача компонент ПЗРК «Игла» Южной Корее.
- 2004 год: КУВ «Атака-В» с ПТУР 9М120 на вертолёт Ми-24ВМ (Ми-35М).
- 2004 год: Разработка экспортного варианта боевой машины командира взвода 9П157-3 и боевой машины командира батареи 9П157-4 самоходного противотанкового комплекса 9К123-1 «Хризантема-С».
- 2005 год: Размещение КАМ «Стрелец» в составе ЗСУ-23-4 «Шилка».
- 2005 год: Размещение КАМ «Стрелец» в составе модернизированной ЗУ-23М1.
- 2005 год: Размещение КАМ «Стрелец» совместно с DSTA (Singapore) на бронетранспортёре М113.
- 2005 год 13 апреля: Принятие на вооружение всепогодного ПТРК 9К123 «Хризантема-С» (БМ 9П157, ПТУР 9М123, 9М123Ф).
- 2005 год: Принятие на вооружение ракетного комплекса «Искандер-М», начало поставок РК в войска
- 2006 год: КАМ «Стрелец» в составе АМС «Гибка» с КТПУ 3М-47 на малом артиллерийском корабле пр.21630 «Астрахань» (тип «Буян»).
- 2006 год: Размещение КАМ «Стрелец» совместно с Aselsan Inc. (Turkey) на БРДМ.
- 2006 год декабрь: Завершение разработки КУВ «Атака-Т» (ПТУР 9М120-1, УР 9М120-1Ф) для БМПТ (изделие 199).
- 2007 год 29 мая: проведён пуск в рамках испытаний крылатой ракеты Р-500 для комплекса «Искандер-М».
- 2009 год 15 октября: Принятие на вооружение вертолёта Ми-28Н с комплексом «Атака-ВН» с ПТУР 9М120, КАПМ «Стрелец-ВМ» с ЗУР «Игла-С» (указ Президента РФ).

### 10-e годы XXI века

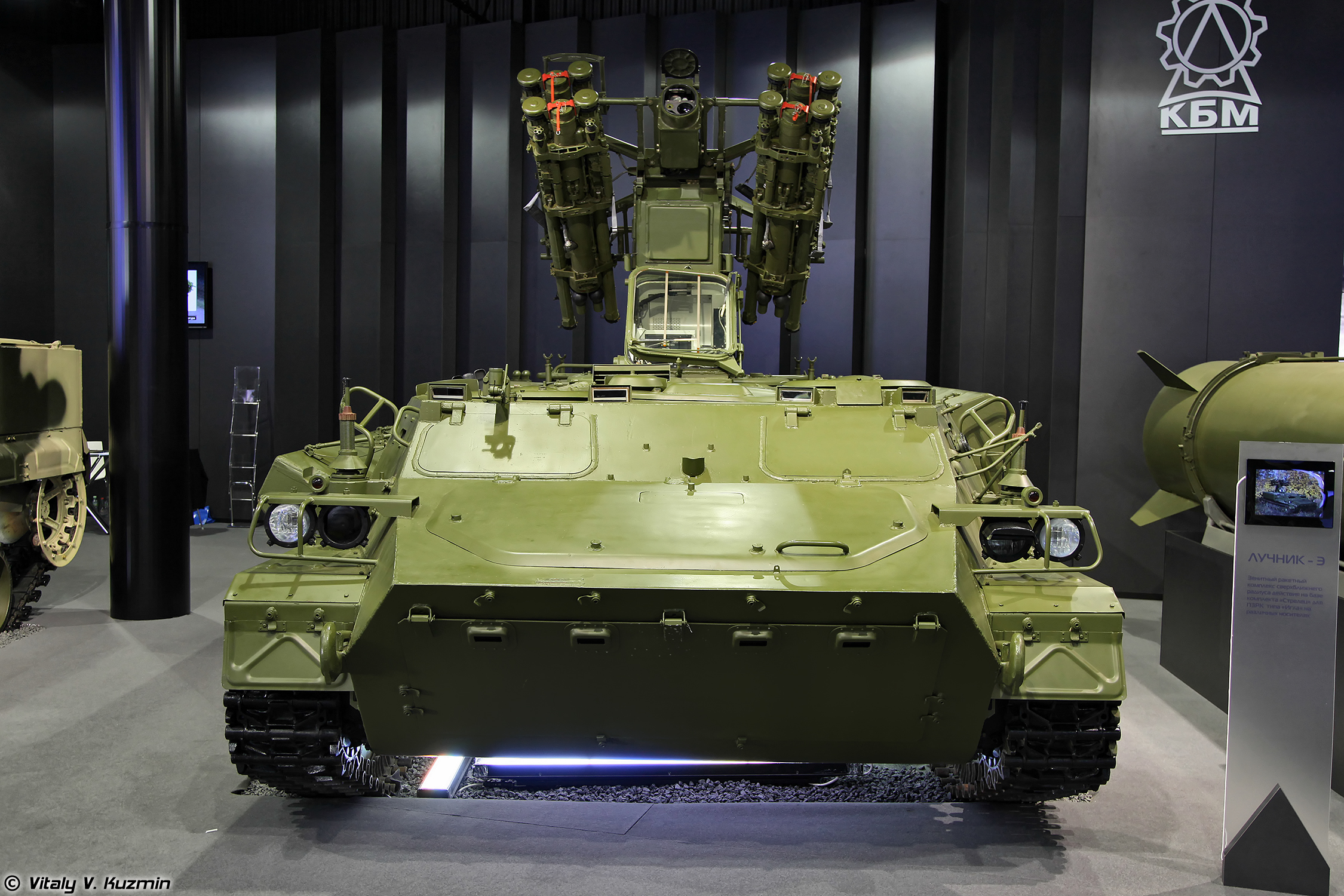
Лучник-Э на форуме Технологии в машиностроении 2014.

- 2010 год: Разработка экспортного варианта КУВ Б05С011 (ПТУР 9М120-1, УР 9М120-1Ф, УР 9М120-1Ф-1) для боевого отделения БМП-2М «Бережок» (изд. Эр675-сб142).
- 2010 год: Завершение разработки ПТУР 9М120-1,УР 9М120-1Ф и УР 9М120-1Ф-1 «Атака».
- 2010 год: Размещение КАМ «Стрелец» с ЗУР «Игла-С» на вертолёте Ка-52.
- 2010 год: КУВ Штурм- ЛК с ПТУР 9М120-1 катера Triglav (пр.10412) для Словении.
- 2010 год: Разработка экспортного варианта СПТРК «Штурм-СМЭ» (БМ 9П149МЭ, УР 9М120, 9М120-1, 9М120Ф, 9М120-1Ф).
- 2011 год: ЗРК «Лучник-Э» на базе БМ ЗРК Стрела-10.
- 2011 год ноябрь: Принятие на вооружение вертолёта Ка-52 с КУВ 9К113У «Штурм-ВУ» (ПТУР 9М120-1, УР 9М120-1Ф).
- 2011 год: проведены пуски баллистических ракет с новыми типами головных частей для ОТРК «Искандер-М».
- 2011 год: Разработка ПЗРК «Верба» 9К333 с ракетой 9М336.
- 2011 год: Начало серийного производства пусковых установок ракет 9М120-1 (9М120-1Ф) для боевой машины поддержки танков (изделие 199).
- 2011 год: Начало серийного производства ракет 9М120-1 (9М120-1Ф, 9М120-1Ф-1) «Атака», обеспечивающих по команде с пусковой установки наведение в одном из двух каналов управления — радиокомандном или лазерно-лучевом (на борту ракеты расположены ксеноновая лампа ответчика, приёмник радиолинии и устройство фотоприёмное).
- 2011 год: Проведение стрельбовых испытаний автономного модуля самообороны «Гибка-МА» ракетами 9М120-1 «Атака».
- 2012 год 23 июля: Начало работ по строительству производственных мощностей для серийного изготовления ракетного комплекса «Искандер-М» в Коломне.
- 2012 год 24 июля: Начало государственных испытаний модернизированного самоходного противотанкового ракетного комплекса «Штурм-СМ» 9К132 с ракетами 9М120, 9М120Ф, 9М120-1, 9М120-1Ф, 9М120-1Ф-1 «Атака» и боевой машиной 9П149М, имеющей телевизионный и тепловизионный каналы прицеливания, лазерный дальномер, радиокомандный канал управления ракетой с пеленгацией ксеноновой лампы ответчика ракеты и последующей передачей команд управления на ракету по радиолинии.
- 2012 год 27 июня: Демонстрация на выставке «Технологии в машиностроении-2012» крупноразмерного макета танка Т-90С с комплексом активной защиты «Арена-Э».
- 2012 год 29 ноября: Успешно завершены государственные испытания модернизированного самоходного противотанкового ракетного комплекса «Штурм-СМ».
- 2013 год 28 июня и 18 ноября: Передача министерству обороны России комплектов ОТРК «Искандер-М».
- 2013 год 2 июля: Успешный пуск крылатой ракеты с мобильного ОТРК «Искандер-М».
- 2013 год 25 сентября: Демонстрация на выставке REA2013 натурного образца КАЗ «Арена-Э» танке Т-72Б3.
- 2013 год 26 сентября: Демонстрация на выставке REA2013 в составе БМПТ-72 второго варианта пусковой установки комплекса управляемого вооружения «Атака-Т» с бронированной защитой ракет 9М120-1.
- 2013 год 22 ноября: Принятие на вооружение боевого ударного вертолёта Ми-28Н (приказ МО РФ) с КУВ «Атака-ВН» и комплектом аппаратуры и пусковых модулей «Стрелец-ВМ» .
- 2014 год 30 июня: Принятие на вооружение модернизированного самоходного противотанкового ракетного комплекса 9К132 «Штурм-СМ», в том числе боевой машины 9П149М и управляемых ракет 9М120-1, 9М120-1Ф, 9М120-1Ф-1.
- 2015 год 6 января: Принятие на вооружение ПЗРК 9К333 «Верба» (Распоряжение № 13-Р правительства РФ).
- 2015 год 13 ноября: Завершение разработки и начало серийного производства модернизированной командной радиолинии 9С485М боевой машины 9П149 (9П149М ПТРК 9К132 «Штурм-СМ») на ПАО "Кировский завод «Маяк» (см.http://www.kzmayak.ru/products/opk/shturm/).
- 2016 год. Боевая машина отделения стрелков-зенитчиков и машина разведки и управления командира «Гибка-С» с ПЗРК «Верба» на базе автомобиля «Тигр» (http://tass.ru/armiya-i-opk/3600130).
- 2016 г. Участие в комплектации робота разведки и огневого поражения из состава БМРК «Уран-9» (выставка "Армия-2016, стенд ОАО «766 УПТК»).
- 2016 г. 21 сентября: Успешно завершены государственные испытания модернизированной боевой машины 9П157 всепогодного противотанкового ракетного комплекса «Хризантема-С» с прицелом 1К118П, разработанным ОАО «Пеленг» (г. Минск, Республика Беларусь) (сайт АО "НПК «КБМ»).
- 2016 г. 24 октября: Начало разработки комплекса управляемого ракетного вооружения «Хризантема» для вертолёта Ми-28НМ с модернизированными ракетами 9М123 (http://rostec.ru/news/4519251 ).
- 2017 г. 19 января: начало поиска решений по созданию лёгкого зенитного ракетного комплекса ближнего действия типа «Стрелы-10» — опытно-конструкторская работа «Птицелов» (https://tass.ru/interviews/3951316)
- 2017 г 28 июня БМПТ с новой ПУ Б07С1.01.000 вариант 2 и противопульной защитой ракет в Сирии прошла проверку боем.
- 2017 г. 22 августа БМПТ с модернизированными пусковыми установками ракет 9М120-1 из состава КУВ «Атака-Т» и бронезащитой ракет на форуме «Армия −2017».
- 2017 г. 22 августа: Размещение КУВ Б05С011 (ПТУР 9М120-1, УР 9М120-1Ф, УР 9М120-1Ф-1) на боевом отделении БМП-3М (форум Армия-2017).
- 2018 г. 7 мая: БМПТ с модернизированными пусковыми установками ракет 9М120-1 из состава КУВ «Атака-Т» и бронезащитой ракет приняты на вооружение российской армии 05.05.2018 г.
- 2018 г. 9 мая: БМПТ и БМРК «Уран-9» с КУВ «Атака-Т» впервые приняли участие в параде Победы на Красной площади.
- 2018 г. 26 августа: На форуме «Армия-2018» продемонстрирован КУВ «Атака-Т» в составе модуля «Кинжал» с 57-мм пушкой на Т-15.
- 2018 г. 26 августа: На форуме «Армия-2018» продемонстрирован КУВ «Атака-Т» в составе БТР-87.
- 2018 г. 26 августа: На форуме «Армия-2018» продемонстрирован КУВ «Хризантема-ВМ» вертолёта Ми-28НМ с модернизированными ракетами 9М123.
- 2018 г. 01 сентября: разработка предложений комплексирования боевой машины отделения ПЗРК «Гибка-С» 9А332 с лазерными средствами подавления оптико-электронных средств воздушного нападения и лазерными средствами подсвета воздушных целей (РосТендер тендеры № 34828998 от 01.09.2018 г. и 40693456 от 02.09.2019 г.).
- 2019 г. 25 июня: На форуме «Армия-2019» продемонстрирован КУВ «Атака-Т» в составе артиллерийской установки АУ-220М.
- 2019 г. 19 сентября Получение премии имени С. И. Мосина за работу «Создание ИЗД.305 для вооружения боевых вертолётов специального назначения, армейской авиации и организация его серийного производства» (http://mk.tula.ru/news/n/21453751/).
- 2019 г. 20 декабря: Успешно завершены государственные испытания самоходного комплекса ПВО «Гибка-С» с ракетами ПЗРК «Верба» и «Игла-С» (https://iz.ru/956875/2019-12-21/rossiia-zavershila-ispytaniia-kompleksa-pvo-gibka-s/)

### 20-e годы XXI века
- 2021 г. 26 августа: На форуме «Армия-2021» продемонстрированы ПТУР 9М123М и 9М123МФ (https://rg.ru/2021/08/28/reg-cfo/kbm-iz-kolomny-pokazalo-tri-sensacionnye-premery-na-armii-2021.html).
- 2021 г. 26 августа: На форуме «Армия-2021» продемонстрирована легкая многоцелевая управляемая ракета 305Э на стенде АО "НПК «КБМ» и в составе вертолетов Ка-52М и Ми-28НМ (https://rg.ru/2021/08/28/reg-cfo/kbm-iz-kolomny-pokazalo-tri-sensacionnye-premery-na-armii-2021.html).
- 2021 25 августа: На форуме «Армия-2021» МО РФ подписало с АО НПК «КБМ» контракт на поставку партии гиперзвуковых ракет «Кинжал»[5].
- 2021 30 ноября Комплекс управляемого вооружения 3М47-03 «Бойница», укомплектованный КАМ «Стрелец» с двумя ЗУР «Игла-С» и КУВ «Атака-Т» с двумя УР типа 9М120-1 с ЛЛКУ, принят на вооружение в составе пограничного сторожевого корабля проекта 22460 (https://portnews.ru/news/322049/).
- 2021 2 декабря: Экспортно-ориентированная модификация комплекса ПВО «Гибка-С» полностью готова к серийному производству (https://vpk.name/news/561621_v_rossii_podgotovili_k_proizvodstvu_gibku-s.html).
- 2024 14 февраля Комплекс «Арена-М» представлен на квалификационные испытания, одновременно ведут работу по усовершенствованию комплекса для защиты от барражирующих дронов(https://kolomna-spravka.ru/news/51145).

## Руководители
- Борис Иванович Шавырин — основатель КБМ.
- Сергей Павлович Непобедимый — начальник и генеральный конструктор.
- Андраник Смбатович Тер-Степаньян — первый заместитель начальника и главного конструктора.
- Николай Иванович Гущин — начальник и главный конструктор.
- Валерий Михайлович Кашин — генеральный конструктор.

## Прежние названия
- Специальное конструкторское бюро гладкоствольной артиллерии «СКБ НКВ» (Постановление Государственного Комитета Обороны № ГОКО-1576сс от 11 апреля 1942 г. Приказ Народного Комиссара Вооружения Союза ССР № 182 от 15 апреля 1942 г.).
- Почтовый ящик № 101 (Приказ Председателя Государственного комитета СМ СССР по оборонной технике № 15сс от 13.01.58г.).
- Конструкторское бюро машиностроения «КБМ», Почтовый ящик Р-6234 (Постановление СМ СССР от 8 сентября 1964 г. № 158—316. Приказ № 110 от 06.03.66г.).
- Конструкторское бюро машиностроения «КБМ» (Постановление СМ СССР от 21 марта 1989г № 250-79. Приказ МОП СССР № 395с от 6.09.89г. Приказ по КБМ № 77 от 5.12.89г.).
- Государственное унитарное предприятие «ГУП» Конструкторское бюро машиностроения «КБМ» (Постановление Главы Администрации г. Коломна Московской области № 59/3 от 29.12.91г.).
- Федеральное государственное унитарное предприятие "ФГУП "Конструкторское бюро машиностроения «КБМ» (Приказ Минэкономики России № 212 от 10.06.98г.).
- Открытое акционерное общество "Научно-производственная корпорация «Конструкторское бюро машиностроения» (ОАО НПК «КБМ») с 2 июля 2012 года.
- Акционерное общество "Научно-производственная корпорация «Конструкторское бюро машиностроения» (АО НПК «КБМ») с июля 2015 года.

## Разработки
- миномётное вооружение: более 80 % всех типов миномётов СССР
- противотанковые безоткатные орудия: Б-10 и Б-11
- переносные зенитные ракетные комплексы: «Игла», «Стрела», «Джигит», «Стрелец», «Верба»
- противотанковые ракетные комплексы: «Шмель», «Малютка», «Штурм», «Атака», «Хризантема»
- оперативно-тактические ракетные комплексы: Ока, Точка-У, «Искандер», Искандер-М, Искандер-Э.
- комплексы активной защиты: «Арена», Арена-Э

## Прочее
- В 2023 году являлся титульным партнёром футбольного клуба «Крылья Советов»[6]